# NGC 4187C
NGC 4187C је елиптична галаксија у сазвежђу Ловачки пси која се налази на NGC листи објеката дубоког неба.
Деклинација објекта је + 50° 42' 37" а ректасцензија 12h 13m 26,9s. Привидна величина (магнитуда) објекта NGC 4187 износи 15,6 а фотографска магнитуда 16,6. NGC 4187C је још познат и под ознакама MCG 9-20-118, PGC 39006.